# Kupa (Borsod-Abaúj-Zemplén)
Pour les articles homonymes, voir Kupa (homonymie).
Kupa est un village et une commune du comitat de Borsod-Abaúj-Zemplén en Hongrie.